# Frank Hirche

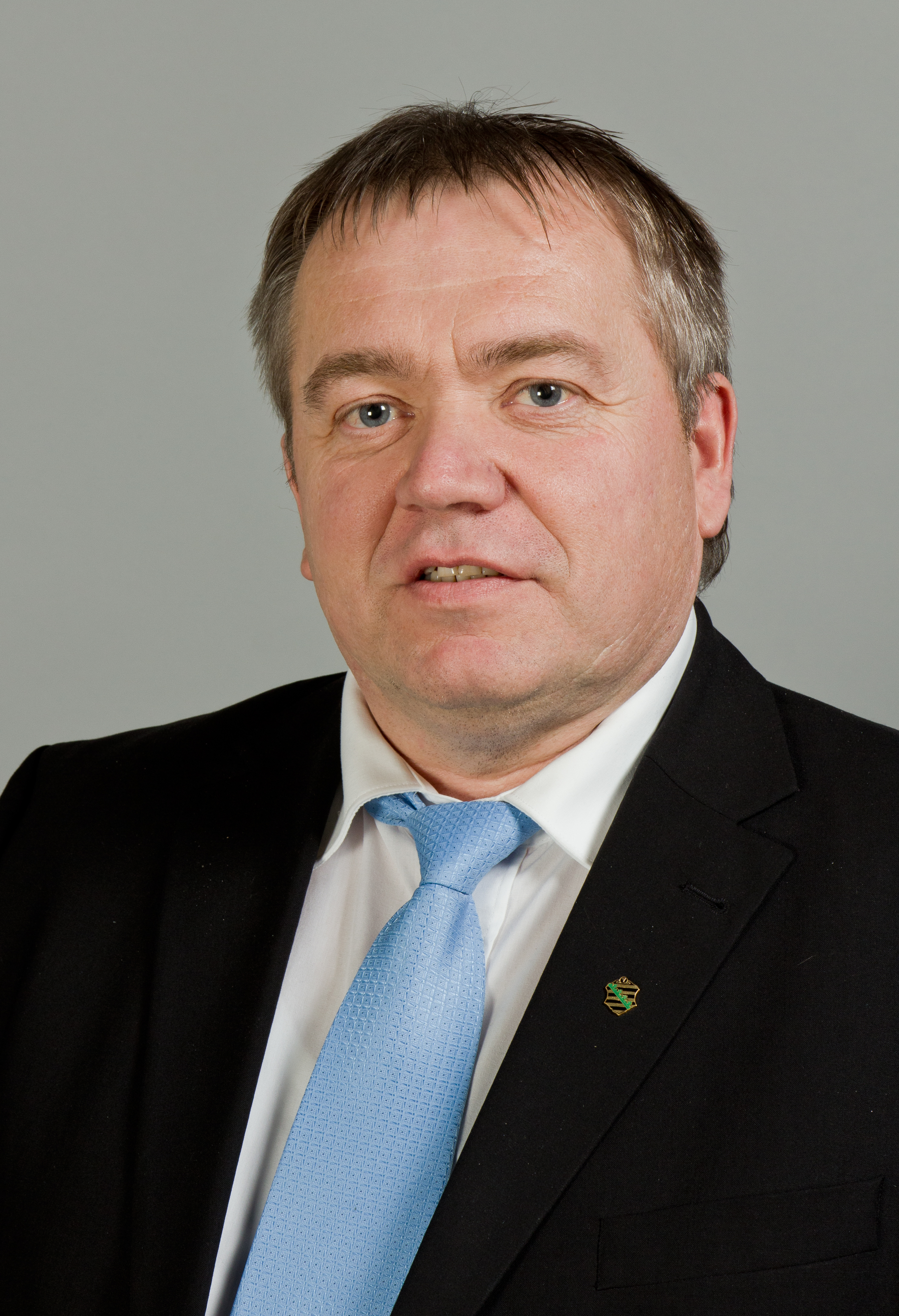
Frank Hirche, 2013

Frank Uwe Hirche (* 27. August 1961 in Hoyerswerda) ist ein deutscher Politiker (CDU) und zwischen 2009 und 2019 Mitglied des Sächsischen Landtags.

## Leben
Nach Besuch der Polytechnischen Oberschule „Handrij Zejler“ in Hoyerswerda absolvierte Hirche von 1978 bis 1981 eine Lehre als Elektromonteur. Bis 1986 schloss sich eine Tätigkeit als Elektromonteur beim VEB Gebäudewirtschaft Hoyerswerda an. Von 1986 bis 1988 leistete er seinen Grundwehrdienst in der NVA ab. Anschließend war er von 1988 bis 1993 wieder als Elektromonteur im Tagebau Scheibe und von 1993 bis 2005 bei der BUL-Bergbausanierung und Landschaftsgestaltung Sachsen GmbH tätig. Von 2005 bis 2009 war er bei der Gesellschaft für Aus- und Fortbildung (GAF) in Hoyerswerda angestellt. Seine dortige Tätigkeit als Bauleiter umfasste die Überwachung und Anleitung von Ein-Euro-Jobbern.
Hirche ist verheiratet und hat ein Kind.

## Politik
Seit 1993 ist Hirche Mitglied der CDA-Sachsen. 1994 trat er in die CDU ein. Seit 1999 ist er Vorsitzender der CDU-FDP-Fraktion im Stadtrat von Hoyerswerda. Er war 2008/2009 Mitglied des Kreistags des Landkreises Bautzen. Bei der Landtagswahl 2009 gelang ihm als Direktkandidat im Wahlkreis Hoyerswerda mit einem Stimmenanteil von 32,6 % der Einzug in den Sächsischen Landtag. Er war Mitglied und stellvertretender Vorsitzender im Ausschuss für Soziales und Verbraucherschutz des Landtages, Mitglied im Ausschuss für Geschäftsordnung und Immunitätsangelegenheiten sowie vertriebenenpolitischer Sprecher der CDU-Landtagsfraktion. Bei der Landtagswahl in Sachsen 2014 zog er als Direktkandidat im Wahlkreis Bautzen 4 mit 41,7 % erneut in den Landtag ein. Fünf Jahre später scheiterte er bei der Landtagswahl in Sachsen 2019 im selben Wahlkreis mit 32,4 % an der AfD-Kandidatin Doreen Schwietzer, die 34,7 % der Erststimmen erhielt.
Am 3. September 2011 wurde Frank Hirche zum Vorsitzenden des Landesverbandes der Vertriebenen und Spätaussiedler im Freistaat Sachsen/Schlesische Lausitz und 2013 erneut in den Landesvorstand der Ost- und Mitteldeutschen Vereinigung der CDU/CSU – Union der Vertriebenen und Flüchtlinge (OMV) im Landesverband Sachsen gewählt.
Hirche war von April 2012 bis 2014 eines von 19 Mitgliedern des ersten sächsischen NSU-Untersuchungsausschusses „Neonazistische Terrornetzwerke in Sachsen“.

## Positionen
Zu Silvio S., dem am 26. Juli 2016 verurteilten Mörder von Mohamed (6) und Elias (4), postete er: „Der Mann sollte an die Wand gestellt werden“.